# 132e régiment d'artillerie (Italie)
Pour les articles homonymes, voir 132e régiment.
Le 132e régiment d'artillerie motorisée (italien : 132º Reggimento artiglieria corazzata) est un régiment de l'armée italienne, créé en 1939 et toujours en activité.

## Seconde Guerre mondiale
Il faisait partie de la 132e division blindée Ariete.
Il a notamment pris part aux opérations de guerre sur le territoire albanais du 22 juin 1943 au 8 septembre 1943.

## Depuis 1945

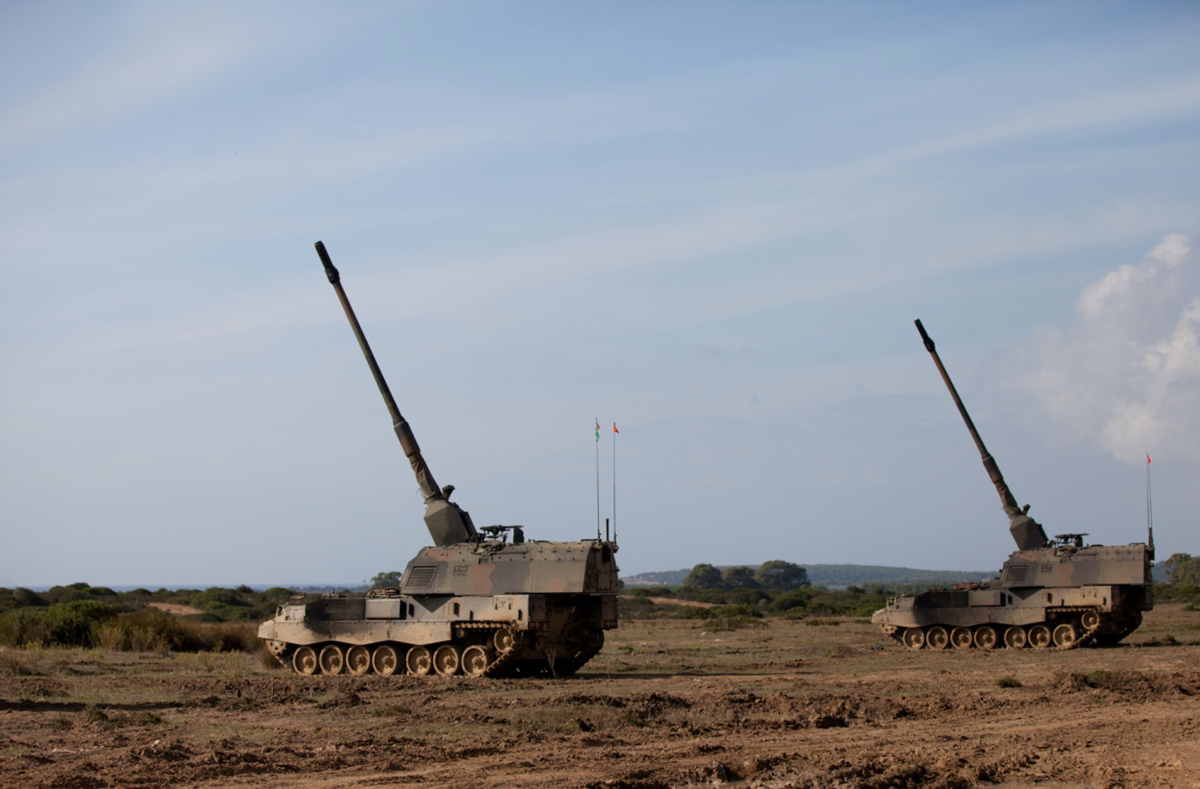
Panzerhaubitze 2000 du régiment lors d'un exercice en 2020.